# Ligue internationale des enseignants d'espéranto
La Ligue Internationale des Enseignants d'espéranto (en espéranto : Internacia Ligo de Esperantistaj Instruistoj, ILEI) regroupe au niveau mondial les enseignants d'espéranto. Elle a été fondée en 1949.

## Histoire et création
En 1908 est créée la Tutmonda Asocio de Geinstruistoj Esperantistaj (association mondiale des enseignant(e)s d’espéranto). En 1949, cette association est remplacée par la Ligue Internationale des Enseignants d’espéranto. À sa création, la présidente est Madame Violet C. Nixon.

## Objectifs
- Buts :
  - Enseigner l’estime de l’autre et le respect de la vie et de la nature ;
  - Améliorer la  communication interculturelle et internationale entre différents peuples.

- Actions :
  - introduire l’espéranto dans les écoles ;
  - enseigner de manière efficace l’espéranto à tous niveaux et par différents médias ;
  - explorer et résoudre les problèmes pédagogiques en lien avec l’enseignement de l’espéranto ;
  - publier des manuels modernes, des revues spécialisées, des livres et des dépliants informatifs ;
  - organiser des événements internationaux : conférences, séminaires, etc. ;
  - s’occuper des examens internationaux sanctionnant les aptitudes d’application et d’enseignement de l’espéranto ;
  - prendre contact avec des instances reconnues dans l’éducation et avec d’autres organisations dont les objectifs sont conformes à ceux de la ligue ;
  - organiser et rendre efficaces les sites internet et listes de diffusion.

## Activités
ILEI fédère 43 sections nationales ou régionales ayant le même but.
Elle regroupe des sections, des représentants et des personnes de contact dans 70 pays (février 2021). Par exemple, la section française est le Groupement des enseignants espérantophones.
Elle édite deux revues :
- Juna Amiko (eo) (JA), destinée à tous ceux qui veulent progresser en lisant en espéranto. Son titre signifie jeune ami. Cette revue en quadrichromie paraît quatre fois par an et s'adresse à tout public. Elle est particulièrement prisée par les familles qui élèvent leurs enfants en espéranto, les enfants sont donc des locuteurs natifs, en espéranto : denaskuloj. Ceux-ci peuvent lire Juna Amiko dès l'âge de 8 à 10 ans. Ils trouvent dans cette revue des chants, des jeux, des quiz, des mots croisés, des informations sur des pays et des personnages célèbres et positifs.
- Internacia Pedagogia Revuo (eo) (IPR), destinée aux enseignants. C'est l'organe de la Ligue. Cette revue en quadrichromie paraît quatre fois par an et s'adresse aux enseignants de toute branche, mais particulièrement aux enseignants de langues.

De plus, ILEI organise chaque année des conférences spécialisées en rapport avec le monde de l’éducation et l’espéranto. Dès 2017 ces conférences portent le nom de congrès. Il s'agit d'une semaine dans une ville du monde, de Montevideo à Pusan en passant par Porto Novo. La liste complète des congrès d'ILEI se trouve dans la version en espéranto du même nom.

## Structure

### Conseil d’administration
Le conseil d’administration (Komitato) se réunit physiquement une fois par an lors d’une conférence, et prend des décisions au cours de l’année grâce à un système de vote par l’Internet. Les sections nationales d’ILEI élisent des représentants au conseil d’administration selon un système proportionnel. Les membres du conseil d’administration sont élus pour un mandat de trois ans.
Au 1er janvier 2019, il y a 60 membres au conseil d’administration, qui représentent 43 sections nationales.

### Bureau
Le bureau (Estraro)  a été élu le 24 juillet 2018 lors du 51e congrès d’ILEI qui s’est tenu à Madrid en Espagne. Le mandat de ce bureau s’étend de 2018 à 2021 :
- Mireille Grosjean présidente ;
- Elena Nadikova secrétaire ;
- William B. Harris (eo) trésorier ;
- Karine Arakeljan, Ivan Colling (eo), Yuro Jung et Radojica Petrović (eo), autres membres du bureau.

### Liste des présidents
| Période     | Président                  | Pays d’origine   |
| ----------- | -------------------------- | ---------------- |
| 1949-…      | Violet C. Nixon            | Royaume-Uni      |
| 1956-…      | Jeanne Dedieu              | France           |
| …           | Catina Giulia Dazzini (eo) | Italie           |
| 1972-1985   | Helmut Sonnabend (eo)      | Allemagne        |
| 1985-1987   | István Szerdahelyi (eo)    | Hongrie          |
| 1988-1991   | Edward Symoens (eo)        | Belgique         |
| 1991-1993   | Stefan MacGill             | Nouvelle-Zélande |
| 1993-1998   | Duncan Charters (eo)       | Royaume-Uni      |
| 1998-2003   | Mauro La Torre (eo)        | Italie           |
| 2003-2009   | Radojica Petrović (eo)     | Serbie           |
| 2009-2013   | Stefan MacGill             | Nouvelle-Zélande |
| 2013-2021   | Mireille Grosjean          | Suisse           |
| Depuis 2021 | Ahmad Reza Mamduhi (eo)    | Iran             |